# Gorenja vas, Gorenja vas-Poljane
Gorenja vas este o localitate din comuna Gorenja vas-Poljane, Slovenia, cu o populație de 1.155 de locuitori.